# Valpuesta
Valpuesta es una localidad y entidad local menor española perteneciente a la provincia de Burgos en la comunidad autónoma de Castilla y León, y enclavada dentro del valle de Valdegovía, que discurre por Burgos y Álava. Está situada en la comarca de Las Merindades y en la actualidad depende del ayuntamiento de Berberana. Dista 35 kilómetros de Miranda de Ebro, 32 de Medina de Pomar, 45 de Vitoria (la capital de provincia más cercana) y 66 de Bilbao. De Burgos está a 100 kilómetros. 
El pueblo está insertado dentro del declarado Parque natural de Montes Obarenes-San Zadornil. Existen diversos e importantes manantiales en su entorno: Fuente de la Salud, Manantial de los Canónigos y Manantial de los Terreros.

## Historia
Se trata de una pequeña penetración geográfica de tierra castellana en medio del valle alavés de Valdegovía. Perteneció hasta el siglo XVI, salvo raras excepciones, y por consiguiente en la época que nos ocupa, a la merindad de Castilla la Vieja y hasta bien entrado el siglo XVIII al corregimiento de Villarcayo, en lo judicial.
Es célebre por haber sido sede de un obispado durante los siglos X, XI y XII, hasta que fue absorbido eclesiásticamente por Burgos.
Posee el título de villa, perteneciente a la merindad de Bureba (era uno de los catorce partidos que formaban la intendencia de Burgos durante el periodo comprendido entre 1785 y 1833, tal como se recoge en el censo de Floridablanca de 1787), jurisdicción de señorío eclesiástico ejercido por el cabildo de la catedral de Burgos que nombraba su alcalde ordinario. A la caída del Antiguo Régimen quedó agregado al ayuntamiento constitucional de Valpuesta, en el partido de Villarcayo, perteneciente a la región de Castilla la Vieja, para posteriormente (entre el censo de 1857 y el anterior) integrarse en el municipio de Berberana.
Así en 1843 pertenecía al partido de Villarcayo y contaba con 60 habitantes y 17 hogares.

## Colegiata de Santa María
Además de los antiguos manuscritos, Valpuesta posee un rico patrimonio artístico, arquitectónico y natural. Recientemente, los propios valpostanos están haciendo grandes esfuerzos por dar a conocer y profundizar en tan rico patrimonio cultural.
La Colegiata fue construida a partir de una ermita (del año 804). El retablo mayor es de gran calidad artística, destacando un conjunto de tallas muy expresivas con los doce apóstoles, probablemente de la primera mitad del siglo XVI (renacentistas, con influencia flamenca).  Han sido atribuidas a Felipe Bigarny o a un artista de su escuela. En su interior también merecen destaque las vidrieras, obra renacentista del siglo XIV.
Fue declarada Bien de Interés Cultural en la categoría de Monumento el 26 de marzo de 1992.

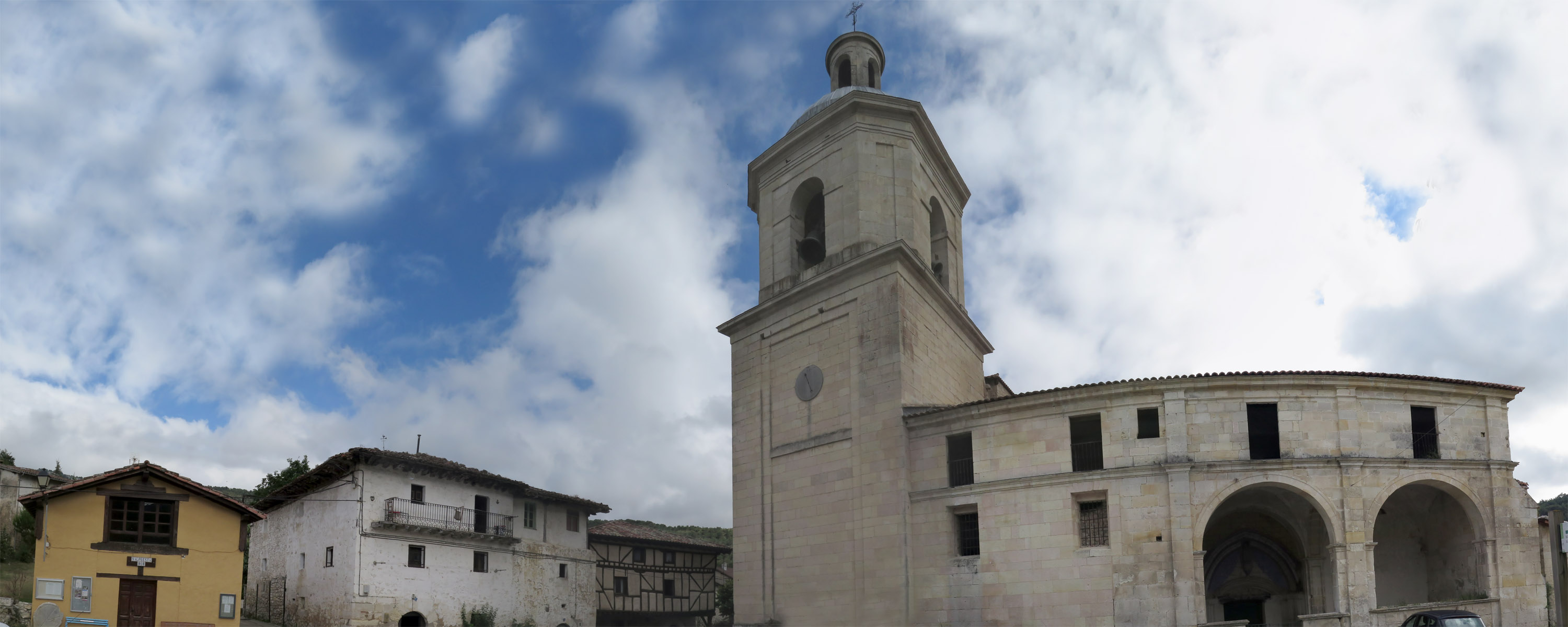
Vista general del centro del pueblo de Valpuesta en torno a su Colegiata.

## Otros monumentos

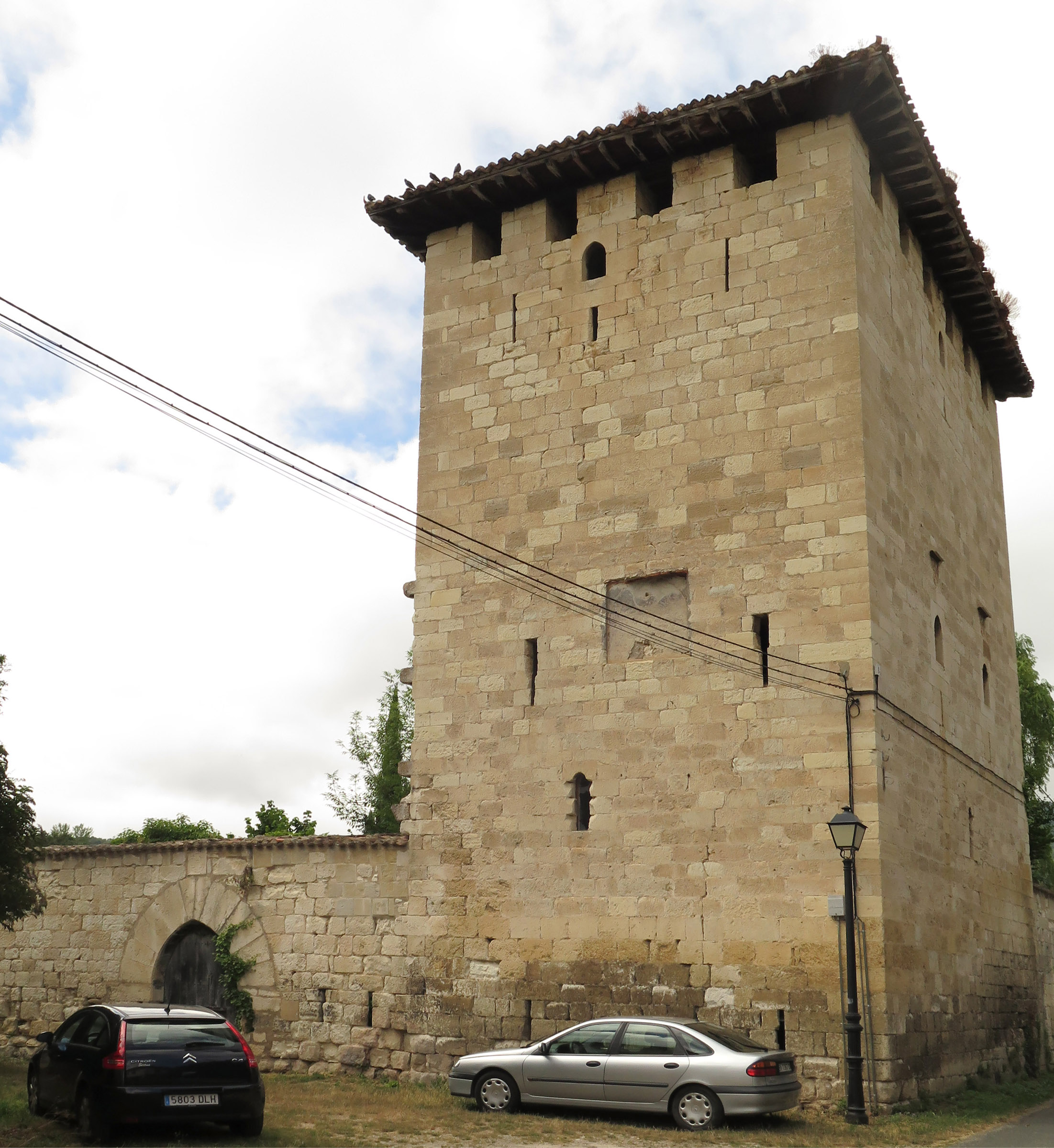
Torre de los Condestables.

La localidad tiene otros monumentos y edificios de especial interés, como la Torre de los Condestables, que data del siglo XV.
Otro de los edificios más interesantes de la población es la casa palacio de los Zaldibar, uno de los cuales fuera inquisidor. Antiguamente tenía adosada, entre ella y la torre anterior, la puerta norte que daba acceso a la localidad, que se encontraba amurallada. Este palacio tardo renacentista, datado según una inscripción en su propia fachada en el siglo XVI (exactamente en el año 1590), ya incluye también en la misma portada una frase tan típicamente barroca que se refiere directamente a la temática del carpe diem con el texto siguiente:

Vive bien, que has de morir

Durante la segunda década del siglo XXI se ha restaurado como bar y restaurante una casona del siglo XIV, respetando su estructura y fachada originales. Este edificio histórico se encuentra frente a la colegiata y es el único establecimiento hostelero y/o comercial de la localidad.

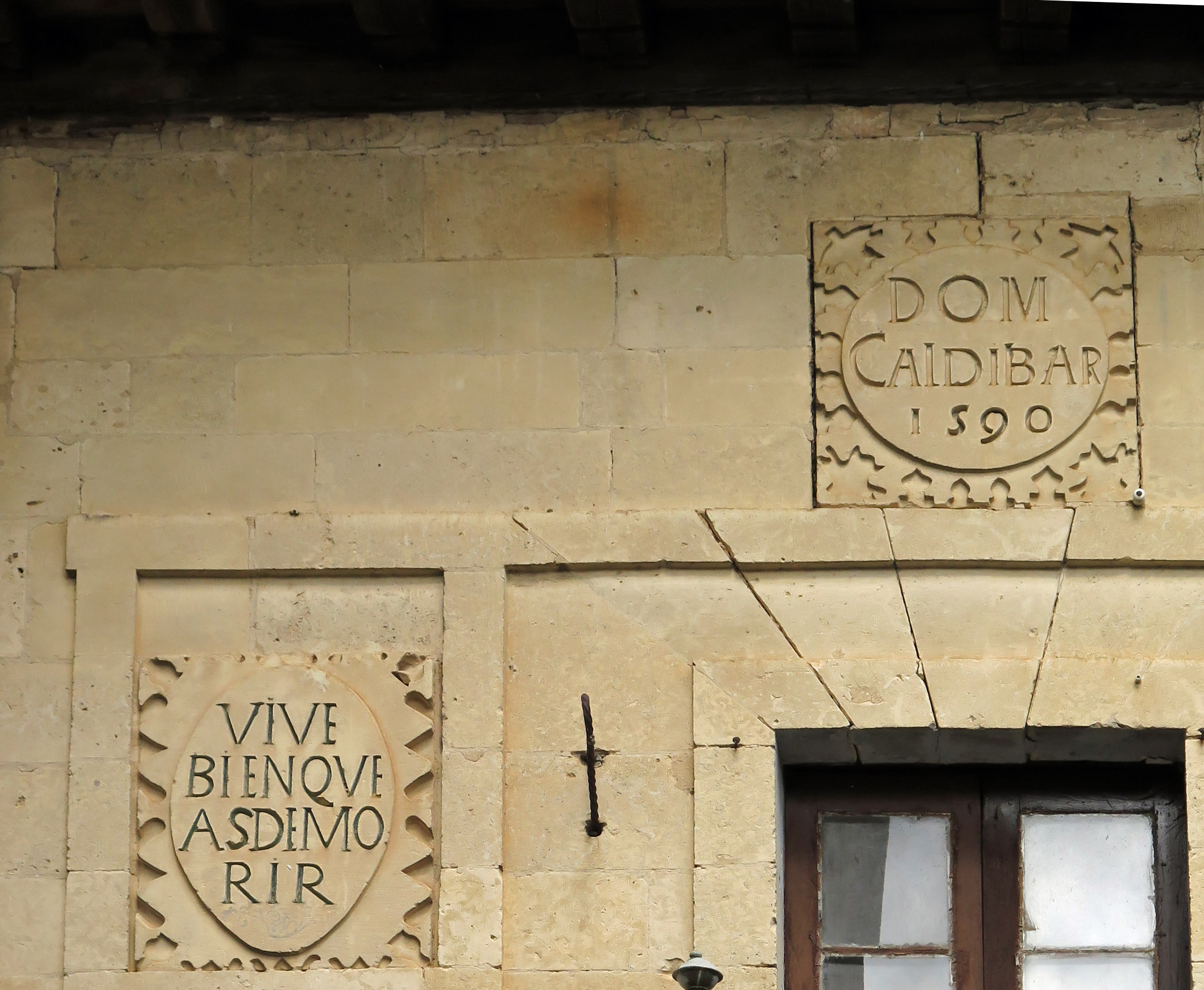
Detalle de la fachada del palacio de los Zaldibar.

## Una de las cunas de la lengua castellana escrita
Dos son los motivos de relevancia actual del pueblo: la celebración del MCC aniversario de la erección de su obispado (804–1087) y los denominados Cartularios de Valpuesta, que recientemente han sido calificados como los contenedores de las primeras palabras escritas en lengua castellana.

El obispado de Valpuesta es el segundo obispado del reino de Asturias después del de Oviedo, creado por el rey Alfonso II de Asturias.
Los dos temas han sido ya debidamente estudiados por especialistas como Saturnino Ruiz de Loizaga, Emiliana Ramos Remedios, Francisco Cantera Burgos, Demetrio Mansilla, Ricardo Ciérvide, Hermógenes Perdiguero, Nicolás Dulanto, J. Manuel Ruiz Asencio, etc. Este último, paleógrafo destacado, presentó en 2006 el estudio paleográfico definitivo realizado por él y su equipo sobre los Cartularios de Valpuesta.

## Entorno geográfico
En su entorno se encuentran numerosos pueblos pintorescos y bien conservados de los municipios de San Zadornil (Burgos) y Valdegovía (Álava). Las localidades vecinas más cercanas son el pueblo de alavés de Gurendes y el burgalés de San Millán de San Zadornil. También está cerca el pueblo alavés de Mioma, al que obligatoriamente se ha de llegar atravesando Valpuesta si se accede en coche. También en el entorno cercano se encuentran las localidades de Villanueva de Valdegovía y Villanañe, así como el monte peña Carria, el parque natural de Valderejo o el monasterio de Angosto, donde se encuentra el camping más cercano a la localidad.

## Demografía
Valpuesta contaba a 1 de enero de 2011 con una población de 7 habitantes, 5 hombres y 2 mujeres.
| Gráfica de evolución demográfica de Valpuesta entre 2000 y 2017                                  |
|                                                                                                  |
| Población de derecho (2000-2011) según los censos de población del INE a 1 de enero de cada año. |